# Штурбабін Олег Валерійович
Олег Валерійович Штурбабін (нар. 22 липня 1984, Баку, Азербайджан) — український фехтувальник на шаблях, призер чемпіонатів світу та Європи, учасник Олімпійських ігор 2004 року.

## Біографія
Олег Штурбабін син відомого українського фехтувального тренера Валерія Штурбабіна. Фехтуванням почав займатися в шість років.
Брав участь в Олімпійських іграх 2004 року, де разом з командою здобув шосте місце.
Наступного року виграв бронзову медаль чемпіонату світу в індивідуальній першості, а через рік срібло з командою.
На чемпіонаті Європи 2010 року виграв командне срібло і бронзову медаль в індивідуальному турнірі.
Випускник Хмельницького національного університету.